# Razzoq Hamroyev
Razzoq Hamroboyevich Hamroyev (Rassak Chamrobojewitsch Chamrajew, russisch Раззак Хамробоевич Хамраев, wiss. Transliteration Razzak Chamroboevič Chamraev, * 2. Mai 1910, Qysylorda; † 5. Mai 1981, Taschkent) war ein usbekisch-sowjetischer Schauspieler, Theaterregisseur und Pädagoge.

## Leben
Hamroyev wurde am 2. Mai 1910 in Perowsk (heute Qysylorda, Kasachstan) geboren. Er absolvierte die Schule in Tezguzar. Nach dem Abschluss des Taschkenter Männerinstituts für Pädagogik ging er 1930 nach Namangan, wo er usbekische Sprache und Literatur unterrichtete. In der Schule organisierte er einen Theaterzirkel, in dem er gleichzeitig Regisseur und Schauspieler war. Ab 1931 war er einer der Organisatoren, Schauspieler, Regisseur, Hauptregisseur (ab 1934) sowie künstlerischer Leiter des Alisher-Navoiy-Theaters für Musikdrama und Komödie in Namangan. Im Jahr 1940 absolvierte er einen Regiekurs am Tschechow-Kunsttheater Moskau.
Von 1946 bis zu seinem Lebensende war Hamroyev Schauspieler, Regisseur, Hauptregisseur (1959–1976) des Usbekischen Musiktheaters und Komödientheaters und inszenierte auch Aufführungen in anderen Theatern der Usbekischen SSSR. Im Jahr 1954 absolvierte er die Fakultät für Regie am Staatlichen Institut für Theaterkunst von Taschkent „Alexander Nikolajewitsch Ostrowski“ (heute: Staatliches Institut für Kunst und Kultur Usbekistans). Ab 1954 unterrichtete er am Theater- und Kunstinstitut von Taschkent „Alexander Nikolajewitsch Ostrowski“, führte Regie und war ab 1978 Professor. Ab 1945 war er Mitglied der Kommunistischen Partei der UdSSR und Abgeordneter des obersten Sowjets der Usbekischen SSSR.
Razzoq Hamroyev starb am 5. Mai 1981 in Taschkent. Er ist auf dem Chigatai-Gedenkfriedhof begraben.

## Ehrungen
- Volkskünstler der UdSSR (1969)
- Stalinpreis zweiten Grades (1948)